# Эрто-э-Кассо
Эрто-э-Кассо (итал. Erto e Casso) — коммуна в Италии, располагается в регионе Фриули-Венеция-Джулия, в провинции Порденоне.
Население составляет 400 человек (2008 г.), плотность населения составляет 8 чел./км². Занимает площадь 52 км². Почтовый индекс — 33080. Телефонный код — 0427.
Покровителями коммуны почитаются святой апостол Варфоломей, а также святые Гервасий и Протасий, празднование 21 и 22 июня.
.

## Демография
Динамика населения:

## История

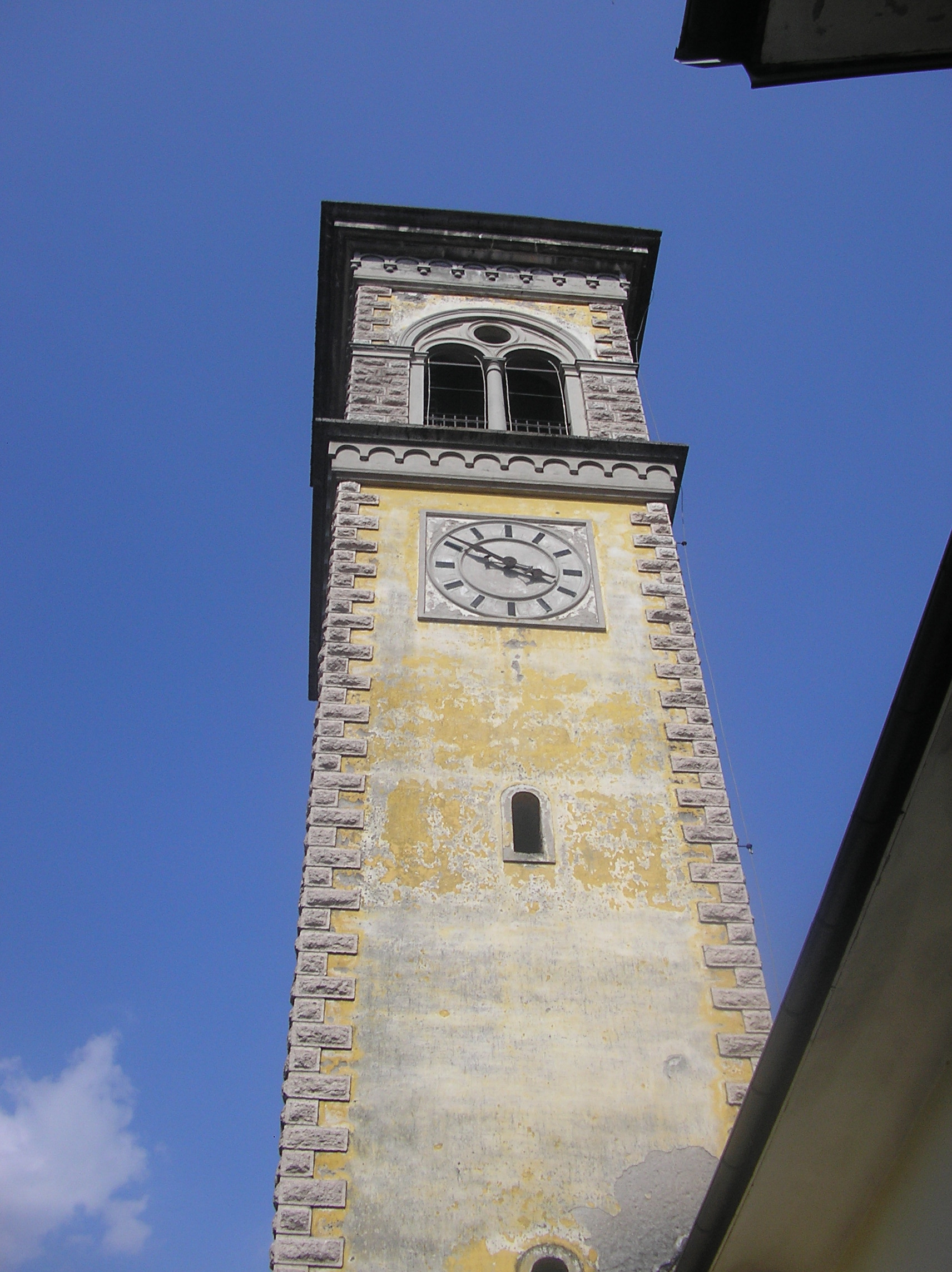
Колокольня церкви в Эрто

Эрто упоминается в документах конца римской империи, а также в дарственном акте в Сесто аль Регена  VIII века, тогда как Кассо был основан позже и упоминается в документах  XI века. Язык двух поселений заметно отличается: в Эрто говорят на диалекте, который является смешением доломитского варианта Ладинского языка и Фриульского языка, тогда как в Кассо используется беллунский вариант Венетского языка, близкий древневенетскому языку. Кроме того, поселения относятся к разным церковным диоцезам.
В конце пятидесятых годов коммуна была тесно связана с традиционной сельскохозяйственной деятельностью. В 50-60-е года XX века компания SADE (Электроэнергетическая компания Адриатики) реализовала проект, использующий долину Вайонт в качестве искусственного водоёма. Для этого была возведена плотина высотой 265 метров. В 1960 году во время начала пробного заполнения водоёма произошло два оползня, после чего был произведен мониторинг неустойчивой стороны общей площадью 200 гектар. Водохранилище снова стали испытывать, осуществив в 1962 году второе заполнение, и через год - третье заполнение. Несмотря на неизбежность оползней, не были предприняты достаточные меры по защите низлежащих поселений.
Ночью 9 октября 1963 года с горы Ток, находящейся напротив поселений Эрто и Кассо, сходит горный массив и обрушивается в находящееся ниже водохранилище, ограниченное плотиной Вайонт. Поднявшиеся волны полностью разрушили деревни Фрасейн, Спессе, Пинеда, Прада, Марцана и Сан Мартин, а также нанесли разрушения Эрто и Кассо. Это трагическое событие, жертвами которого в Эрто и Кассо стали 347 человек, известно как катастрофа Вайонт.
Это событие, повлекшее гибель более 2000  человек вследствие дальнейшего затопления долины Лонгароне, нашло отражение в театре и на телевидении в монологе "Рассказ о Вайонте", написанном актером Марко Паолини совместно с Габриеле Вачис, а также стало основой фильма Вайонт — безумие людей (2001) режиссёра Ренцо Мартинелли.
Коммуна за свою своеобразную архитектуру в 1976 году было признано национальным памятником.

## Администрация коммуны
- Официальный сайт: http://www.comune.ertoecasso.pn.it/ Архивная копия от 25 марта 2010 на Wayback Machine

## Персоналии
- Мауро Корона (1950), альпинист, писатель и скульптор
- Санте Делла Путта (1911-2011), писатель и журналист газеты Corriere della Sera.

## Спорт

### Велоспорт
15 мая 2013 года в честь памяти жертв трагедии Вайонт коммуна Эрто и Кассо стала пунктом назначения 12 этапа велогонки Giro d'Italia.

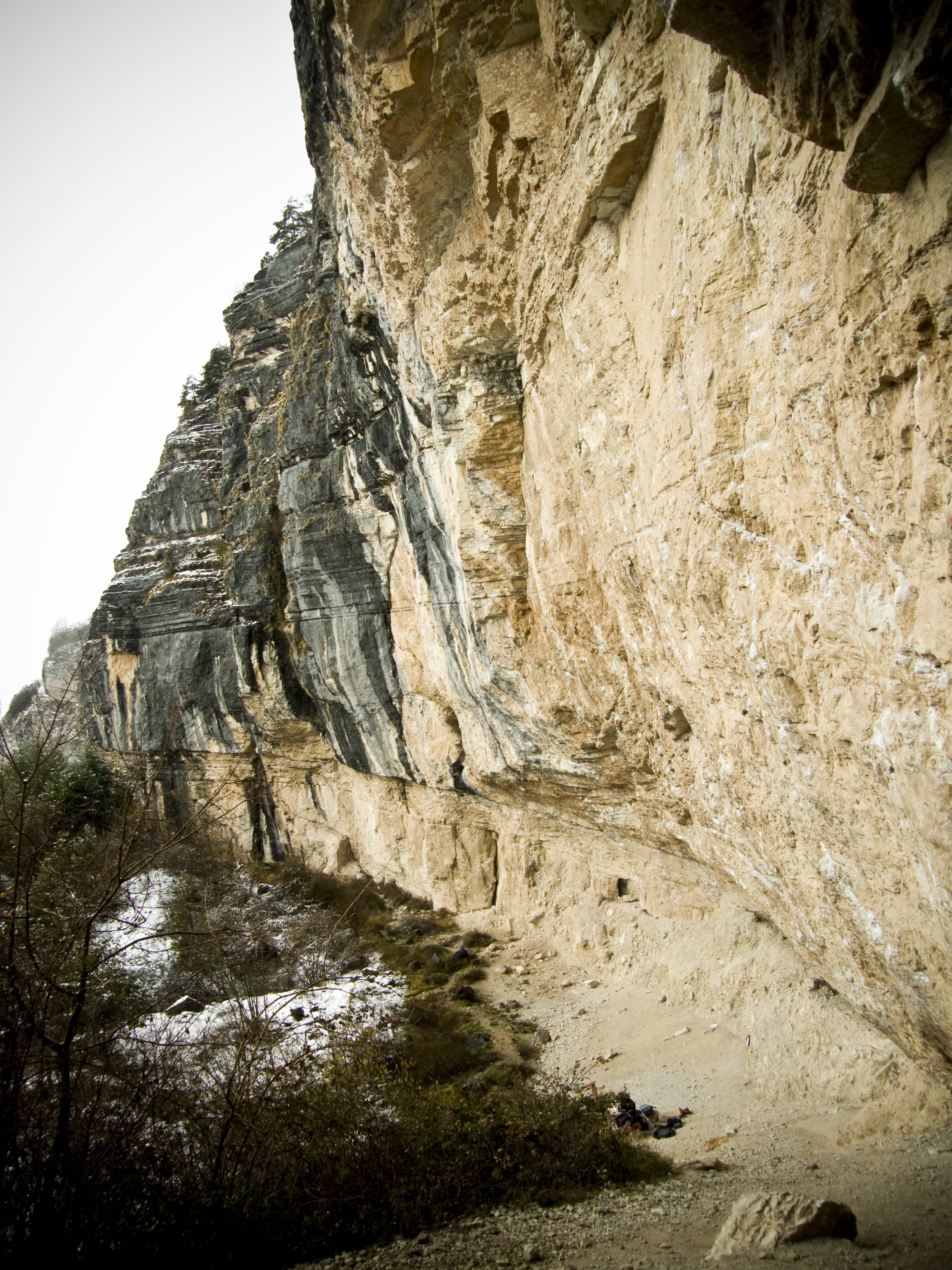
Сектор Big скал Эрто, где проложены наиболее сложные трассы

### Скалолазание
Рядом с Эрто находится популярное место для скалолазания. Отрицательный склон скалы из известняка требует атлетической подготовки и предлагает более тридцати трасс сложностью выше 8a.